# Semitistica
La semitistica è la disciplina accademica che studia la storia e la cultura dei popoli semitici e l'evoluzione delle lingue semitiche. Comprende i campi dell'assiriologia, dell'arabistica, della siriacistica, dell'etiopistica e dell'ebraistica, nonché lo studio comparativo atto alla ricostruzione della lingua protosemitica, antenata della famiglia linguistica semitica.